# Amphibulus tetratylus
Amphibulus tetratylus là một loài tò vò trong họ Ichneumonidae.